# ماه‌نشین

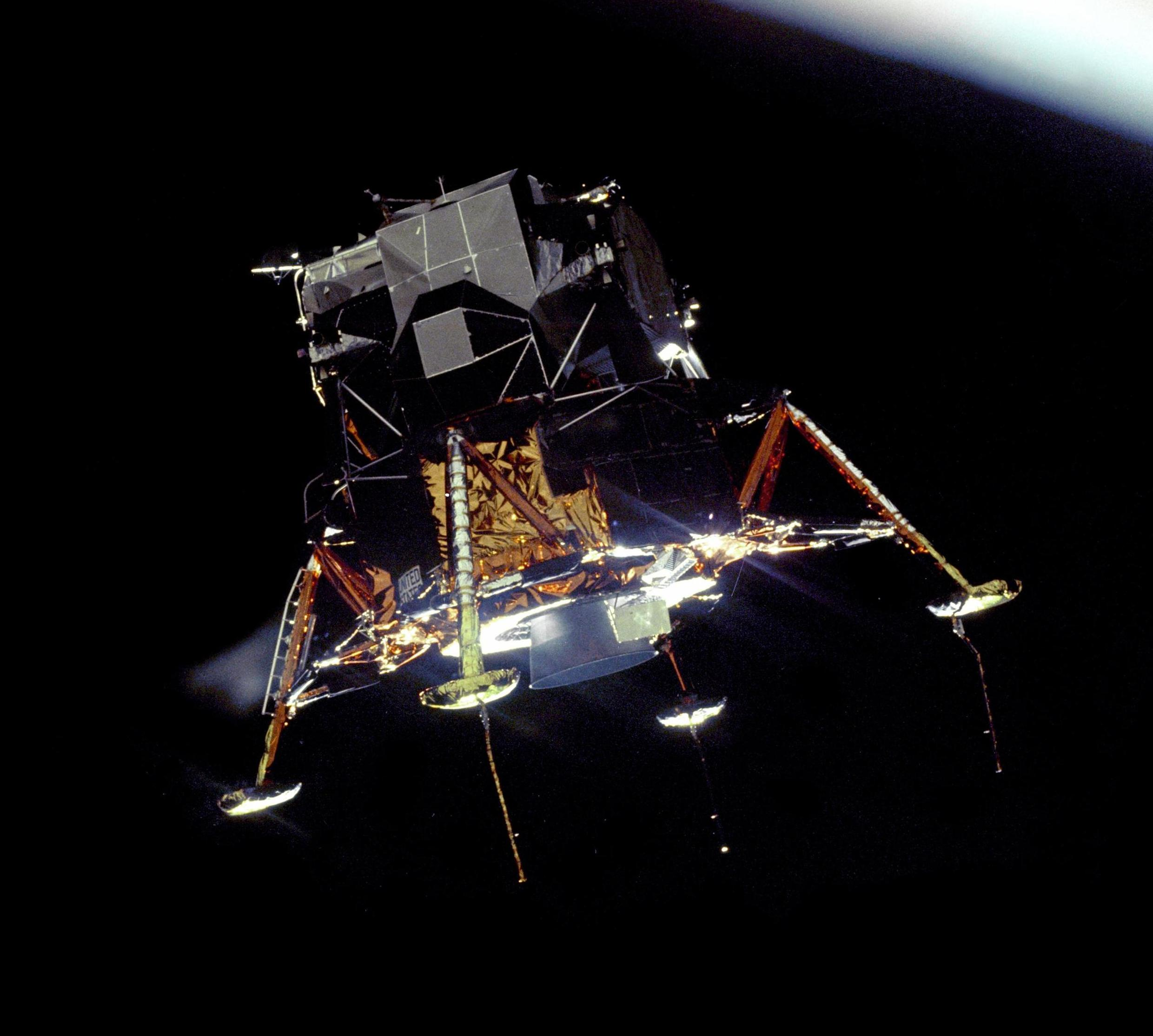
ماه‌نشین آپولو-۵ ایگل به‌شکلی که از سی‌اس‌ام-۱۰۷ کلمبیا قابل مشاهده بود

سطح‌نشین ماه یا ماه‌نشین فضاپیمایی است که برای فرود روی سطح ماه طراحی شده‌است. از سال ۲۰۲۱، ماژول ماه‌نشین آپولو تنها ماه‌نشینی است که تا به حال در پروازهای فضایی انسان مورد استفاده قرار گرفته‌است و طی برنامه آپولوی ایالات متحده، از سال ۱۹۶۹ تا ۱۹۷۲ در مجموع شش فرود موفق بر روی سطح ماه انجام داد. چندین سطح‌نشین رباتیک دیگر نیز به سطح ماه رسیده‌اند و برخی از آن‌ها موفق شده‌اند که نمونه‌هایی را به زمین بازگردانند.